# April Uprising
April Uprising è il quinto album in studio del gruppo musicale australiano The John Butler Trio, pubblicato nel 2010.

## Tracce
1. Revolution – 5:05
2. One Way Road – 3:06
3. C'mon Now – 2:42
4. I'd Do Anything (Soldier's Lament) – 3:21
5. Ragged Mile (Spirit Song) – 3:57
6. Johnny's Gone – 4:55
7. Close to You – 3:45
8. Don't Wanna See Your Face – 2:43
9. Take Me – 5:01
10. Fool for You – 5:07
11. To Look Like You – 4:19
12. Steal It – 3:43
13. Mystery Man – 3:55
14. Gonna Be a Long Time – 3:46
15. A Star Is Born – 4:35